# غوبكلي تبه

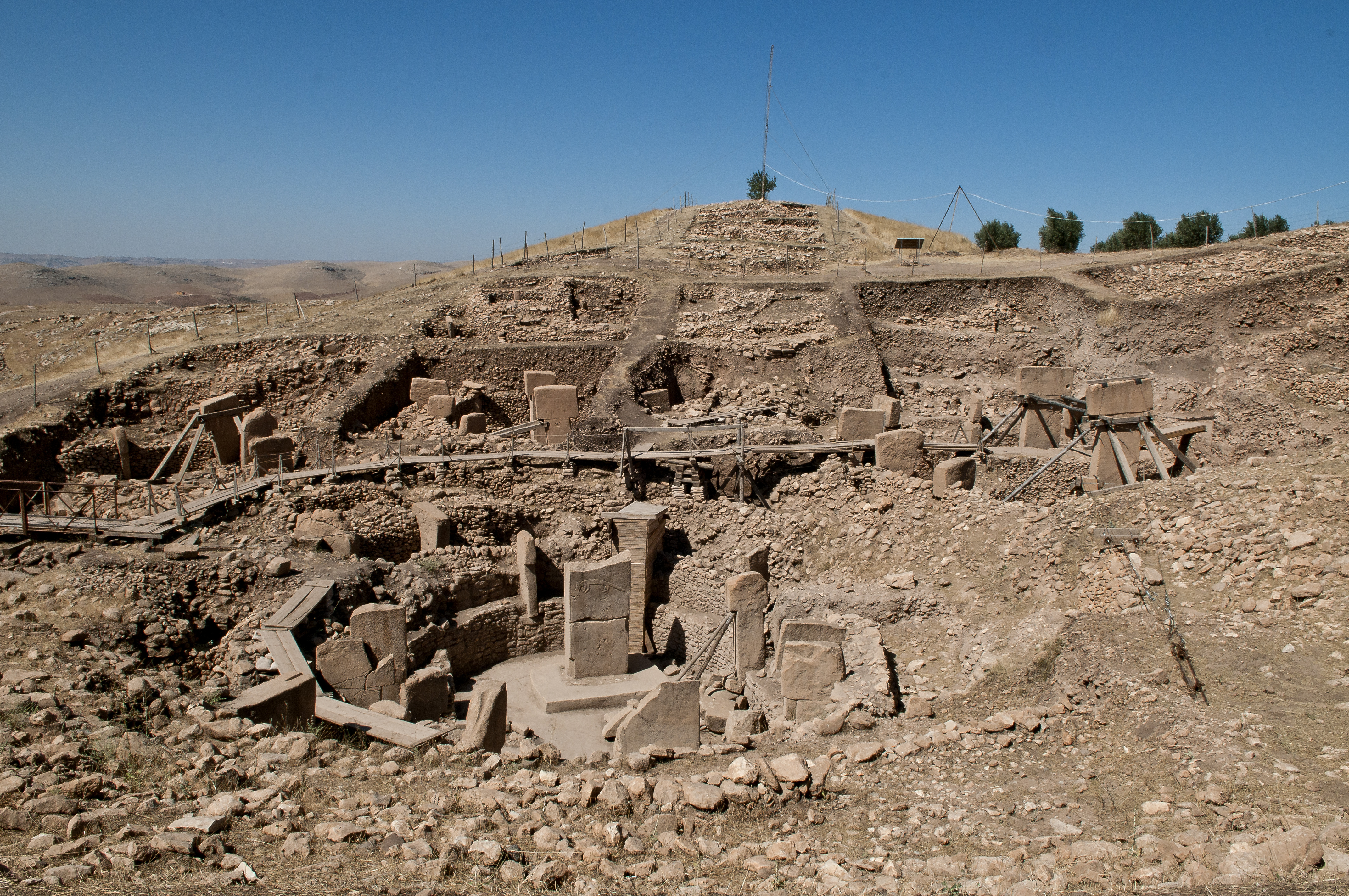
نظرة على غوبيكلي تيبي

غوبكلي تَبه (بالتركية: Göbekli Tepe)‏ موقع جبلي «مقدس» يوجد به أقدم المنشآت المعمارية (ربما حرم) للبشرية، حيث يعود إلى العصر الحجري الحديث ما قبل الفخار، بين 9500 و 8000 قبل الميلاد.   فقد بني قبل بداية الاستقرار الحضاري للبشر من قبل الصيادين والجماعين؛ فكانوا صيادين للحيوانات الصغيرة أو يجمعون الثمار والجذور من أشجار الغابات. توجد كوبيكلي تبه على أعلى قمة لسلسلة مرتفعات على بعد 15 كم جنوب شرق الرها  - أورفا في ذروة الهلال الخصيب  (جنوب تركيا حاليًّا). يعمل بالموقع مجموعة من الآثاريين الألمان والأتراك.

## الاكتشاف
غوبيكلي تيبي لغز حير العلماء. عرف موقع كوبيكلي منذ ستينات القرن العشرين على أنه موقع أثري لكن دون معرفة أهميته الكبيرة. فقد أشار إليه عالم الآثار الأمريكي بيتر بينيديكت (Peter Benedict) كموقع من العصر الحجري. ومنذ عام 1994 يقوم معهد الآثار الألماني (DAI) بتعاون مع متحف شانلورفا عمليات تنقيب تحت إشراف عالم الآثار الألماني «كلاوس شميت» Klaus Schmidt بعمليات الحفر والتنقيب. وكون الموقع قد استخدم من قبل فلاحي المنطقة لأجيال عدة في الزراعة فقد حاول الفلاحون نزع الحجارة وتنظيف الحقول مما أدى لإزاحة بعض اللقى الأثرية وإتلاف بعضها؛ ومن ضمنها رأس لنصب حجري تم تحطيمه جزئياً.

## المنشآت
أظهرت عمليات التنقيب أن التنضد (طبقات - سويات) يعود بالموقع لآلاف من السنين حتى العصر الحجري الأوسط. في أقدم الطبقات (السوية III) كشف عن منشآت معمارية مشكلة من نصب حجرية ضخمة على شكل صليب دون رأس (أو الحرف T باللاتيني) موضوعة بشكل دائري أو أهليلجي، تصل بينها جدران من حجارة مرصفوفة، وفي الوسط يقوم نصبان مركزيان أكبر حجماً من النصب المحيطة.
لقد تم الكشف عن أربعة منشآت من هذا النوع حتى الآن، والتي تتراوح أقطارها بين 10 و30 متر. وتبين عمليات المسح الجيوفيزيائي المنفذة في الموقع وجود 16 منشأة أخرى من هذا النوع لم تنقب بعد.
كذلك كشف التنقيب في الطبقة الثانية (من العصر الحجري الحديث ما قبل الفخاري ب، PPN B) عن مجموعة من الفراغات المعمارية (حُجرات) المبنية بزواية قائمة والمبلطة بنوع من المونة والحجر الكلسي تذكر بالأرضيات المشهورة «تيرازو» Terrazzo (طبقة ركام وزلط بألوان مختلفة ومتماسكة بالجص) في العمارة الرومانية.
أما أحدث الطبقات فهي تنضد ناشئ عن عمليات التعرية والفلاحة.

### النُصب

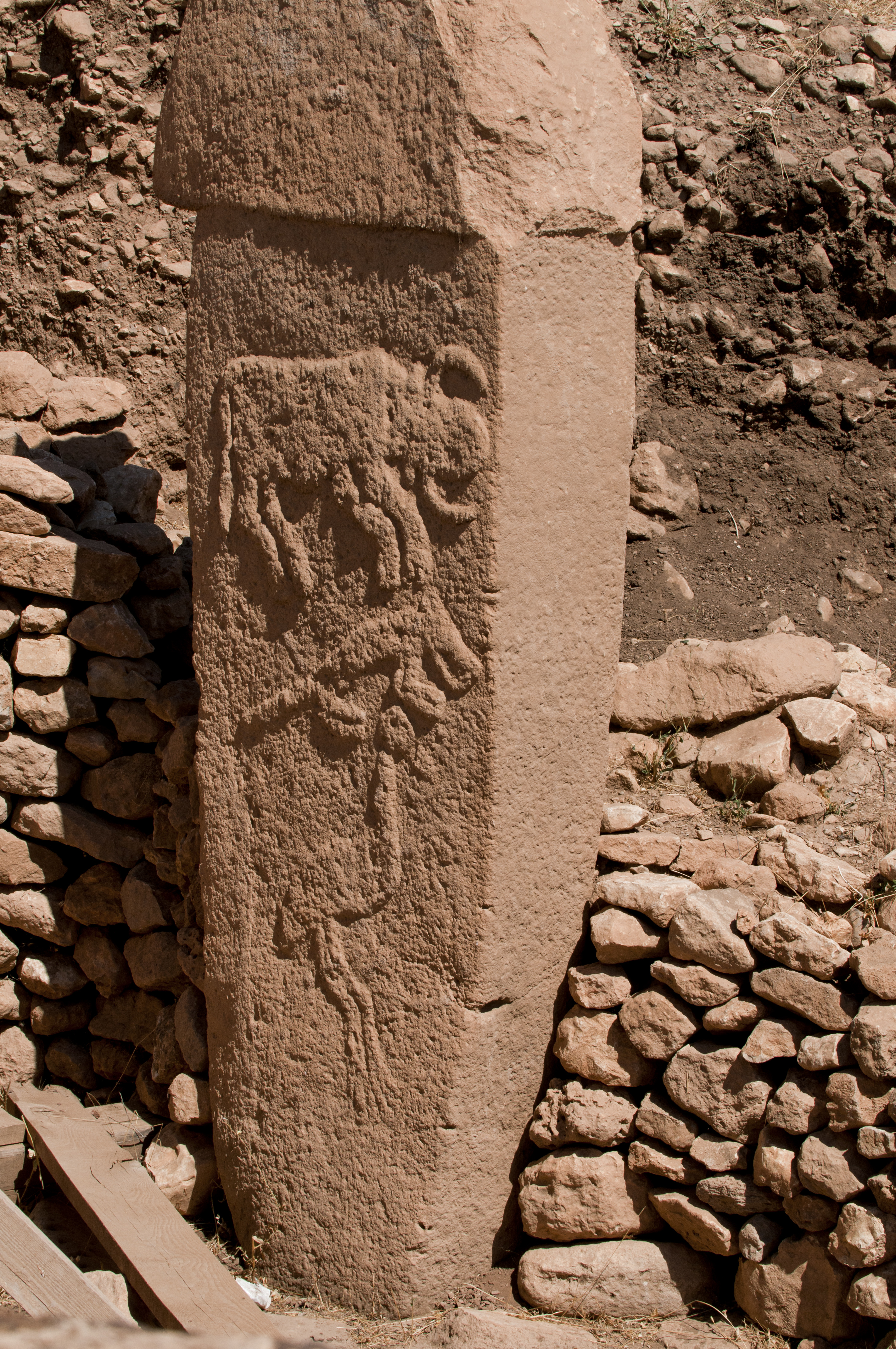
العمود 2، نحت على الواجهة المواجهة لداخل الموقع.

إن الشكل العام للنصب (T) يمكن أن يأول على أنه نوع من التجريد للشكل الإنساني، حيث الرأس والجسد وبعضها له يدين على الجانب. كذلك نقشت على هذه النصب أشكال حيوانية ورموز، ربما تشكل نوع من وسائل التواصل بين زوار هذه الموقع في العصور الحجرية؛ ذلك لتكرار بعض الرموز والأشكال بعينها.
أما عن الأشكال الحيوانية المنحوتة فهي:
- الخنزير.
- الثعلب.
- الأفعى.
- الأسد.
- الثور.
- الغزال.
- طيور.
- زواحف.

ولا تزال معاني وتأويلات هذه المنحوتات من حيونات ورموز غير واضحة وغامضة حتى الآن، فنحن لا نعرف إن كانت ذات دلالات محددة؛ عقائدية أو دينية أو اجتماعية. أم أنها مجرد أعمال فنية دون دلالات مثيولوجية.

## نتائج

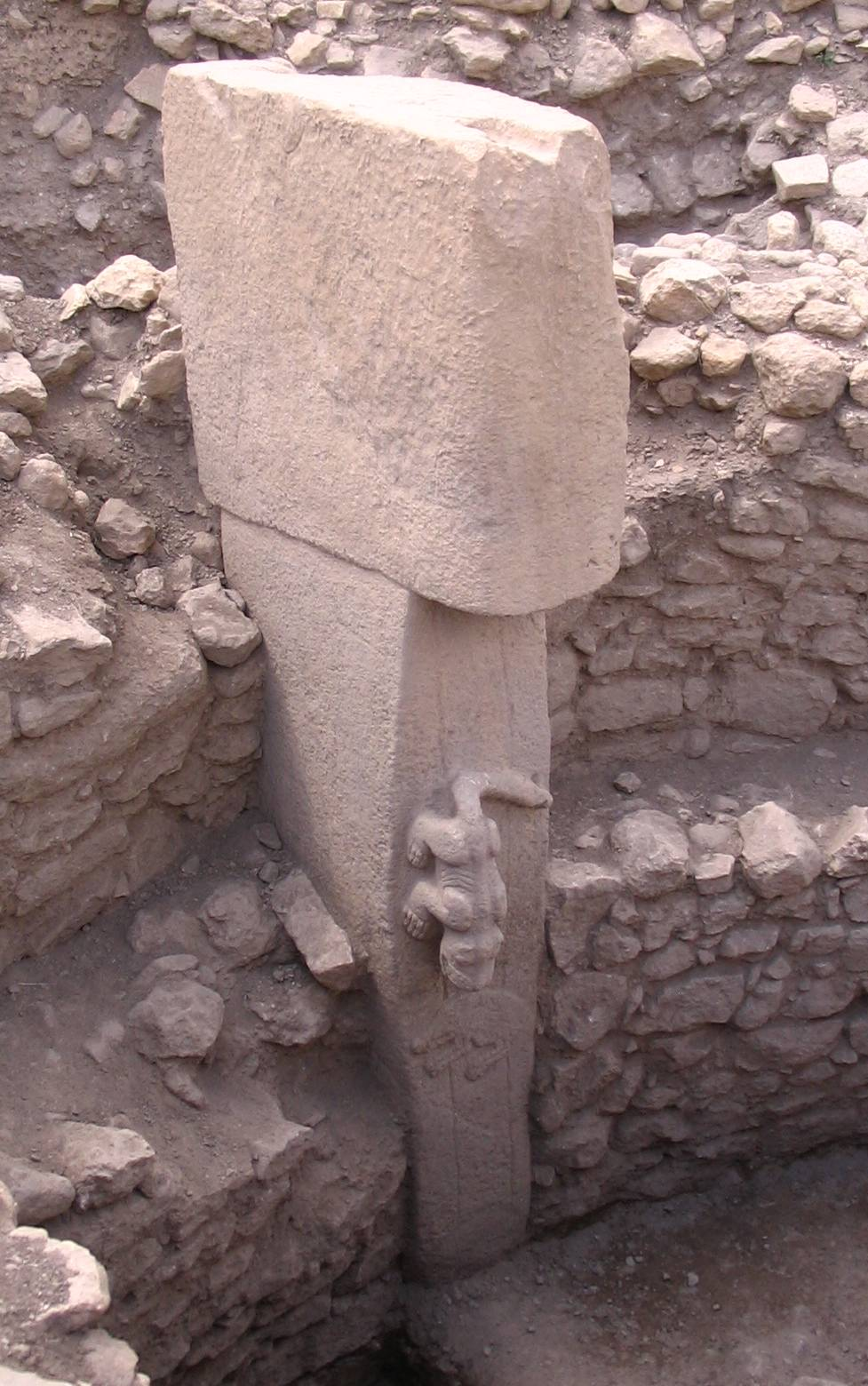
النصب سي: العمود 27 وعليه تجسيد لحيوان مفترس.

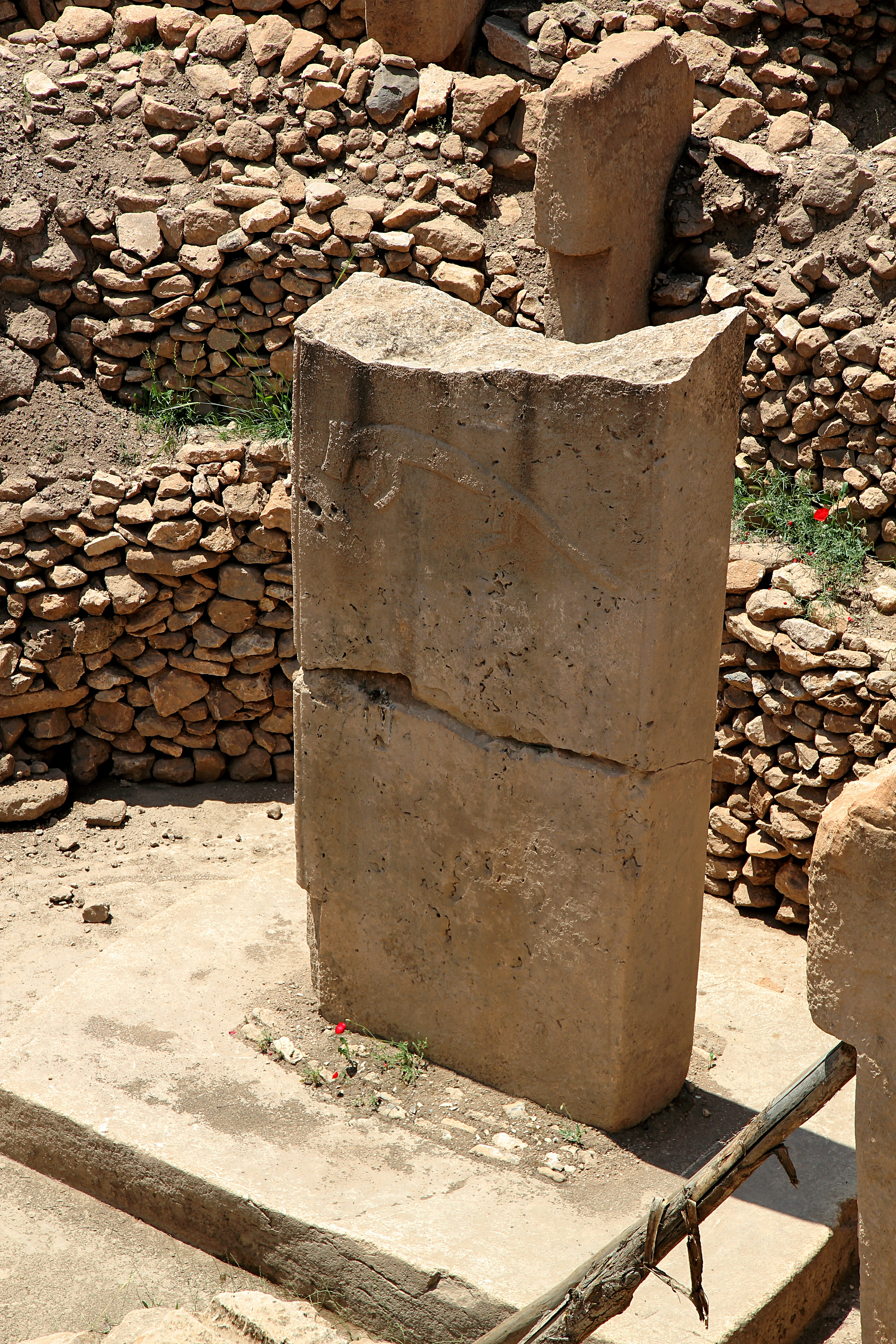
النصب سي: عمود 37 محطم

لقد تم حتى الآن كشف ما يقارب 1.5 % من مجمل مساحة موقع كوبيكلي، وفقط في المنشأة الثانية (منشأة B) من السوية الثالثة تم الوصول إلى الأرضية التي كانت مبلطة أيضاً
من الملاحظ أن التنقيب لم يكشف حتى الآن عن آثار للسكن والاستيطان، مما يدعم فرضية كون الموقع ذو وظيفة دينية! وقدم التحليل بنظير الكربون المشع تأريخاً لبداية السوية الثالثة بالفترة 11000 ق.م ونهايتها بالفترة 9000 ق.م، أما السوية الثانية فأرخت بالفترة 8000 ق.م
وإن كانت الثورة النيوليتية (الثورة الزراعية) قد بدأت حوالي 9000 ق.م حيث بدأت تتوضح معالم الاستقرار والزراعة وتدجين الحيوانات، إلا وجود منشآت معمارية في كوبيكلي سابقة على هذا التاريخ يفترض وجود تنظيم سابق على الاستقرار مكن مجموعات بشرية من العمل المنظم معاً حيث يرجح وجود حوالي 500 شخص فقط لقطع أحجار النصب التي تزن بين 10 و20 طن (أحدها يزن 50 طن) ونقلها من محيط الموقع لمسافة بين 100 و500 متر
أما عن تأمين الغذاء فإن المرجح كونهم استخدموا الحبوب البرية، وربما كاثروها (زراعة بدئية) أيضاً. لقد شكلت هذه المنشآت أبنية ذات طابع لا يفي بأغراض السكن والإقامة، وعلى الأرجح مكان لإقامة الطقوس والشعاثر.
مع بداية الألف الثامن ق.م فقد «مزار- حرم» كوبيكلي مكانته، وبدأت دورة نمط حياة جديد مع الزراعة والتدجين، إلا أن هذا الموقع لم يطوه النسيان وتدفنه عوامل الطبيعة ببساطة، إنما لقد عمل على ردمه عمداً منذ الألف الثامن ق.م، ويبقى سبب هذا العمل المضني (ردم بمئات الأمتار المكعبة من التراب) بدون جواب حتى الآن.

## تأويل

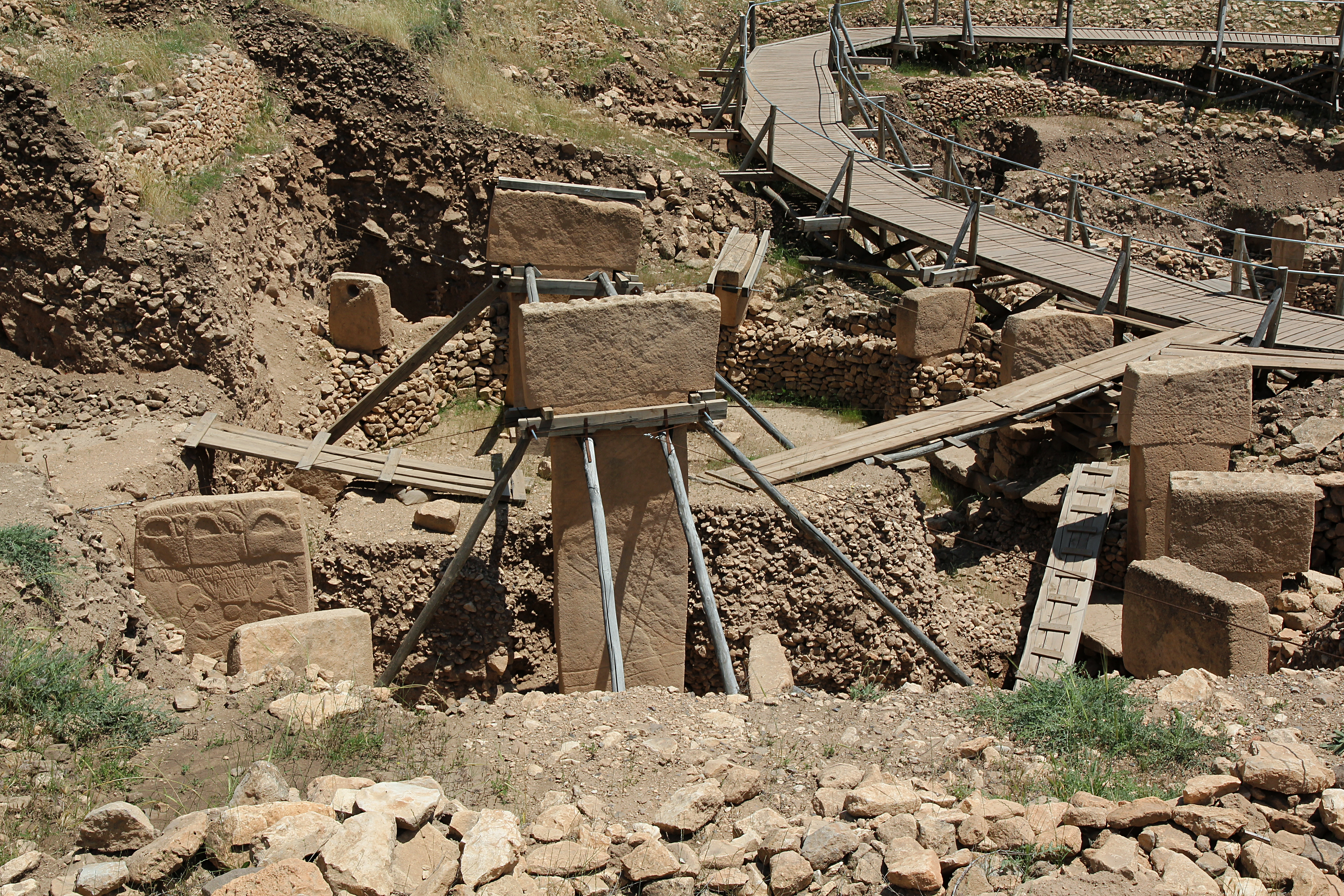
النصب D

من البين الآن أنه ليس فقط المستقريين من الفلاحين هم القادريين على إنشاء أبنية معمارية ضخمة كما كان معروف سابقاً. فهنا في كوبيكلي قام الصيادون والجماعون (الرحل) على تشييد منشآت هي الأقدم حتى الآن. ومن المدهش أنها لم تكن للسكن وإنما لأغراض عقائدية وربما دينية، وكما يقول الباحث الألماني «كلاوس شميت»): «المعبد بني أولاً ثم بنيت المدينة، إن هذه الفرضية الثورية تحتاج لتأكيد وصياغة أوسع من خلال عمليات التنقيب المستقبلية.»
يرى كلاوس شميدت (Klaus Schmidt) أن الموقع عبارة عن مركز لشعائر الموت، وإن النقوش والأشكال الحيوانية وظيفتها حماية الموتى. مع العلم أنه لم يكشف حتى الآن عن قبور في الموقع. وكوبيكي تبه متزامن مع بدايات النيوليت، فالموقع وبعض المواقع المحيطة به موجودة في البيئة التي وجدت فيها الأصول البرية للحبوب المزروعة لاحقاً من قبل البشر في منطقة جبل كاراجاداغ (بالتركية: Karacadağ)‏ في ذروة الهلال الخصيب ومطلاً على سهول الجزيرة الفراتية. يرجح علماء النبات أن هذه المنطقة كانت مسرحاً لبداية الثورة الزراعية. ويرجح كلاوس شميدت (Klaus Schmidt) أن المجموعات البشرية المنتقلة في تلك المنطقة تعاونوا ليحموا المساحات التي تنموا فيها الحبوب من قطعان الغزلان والحمير البرية، وبذلك نشأ نوع من تنظيم اجتماعي حول موقع الحرم المقدس، وبالتالي تكون بداية الزراعة ليست في البساتين الصغيرة حول البيوت وإنما في مساحات ضخمة لمجموعات كبيرة منظمة قبل بناء القرى.
لا يزال موقع كوبيكلي من المواقع الفريدة، وإن وجدت أوجه شبه مع بعض المواقع مثل نيفالي كوري (Nevalı Çori) الذي يؤرخ بعد 500 سنة من كوبيكلي والذي كشف فيه أيضاً عن مبنى خاص (حرم) فيه نصب مشابه لنصب كوبيكلي - وإن كان أصغر - موجود في مركز القرية التي تعاصر أريحا اليوم وتعتبر شتال هيوك (Çatalhöyük) أحدث بـنحو 2000 سنة.

## تأويل ميثيولوجي

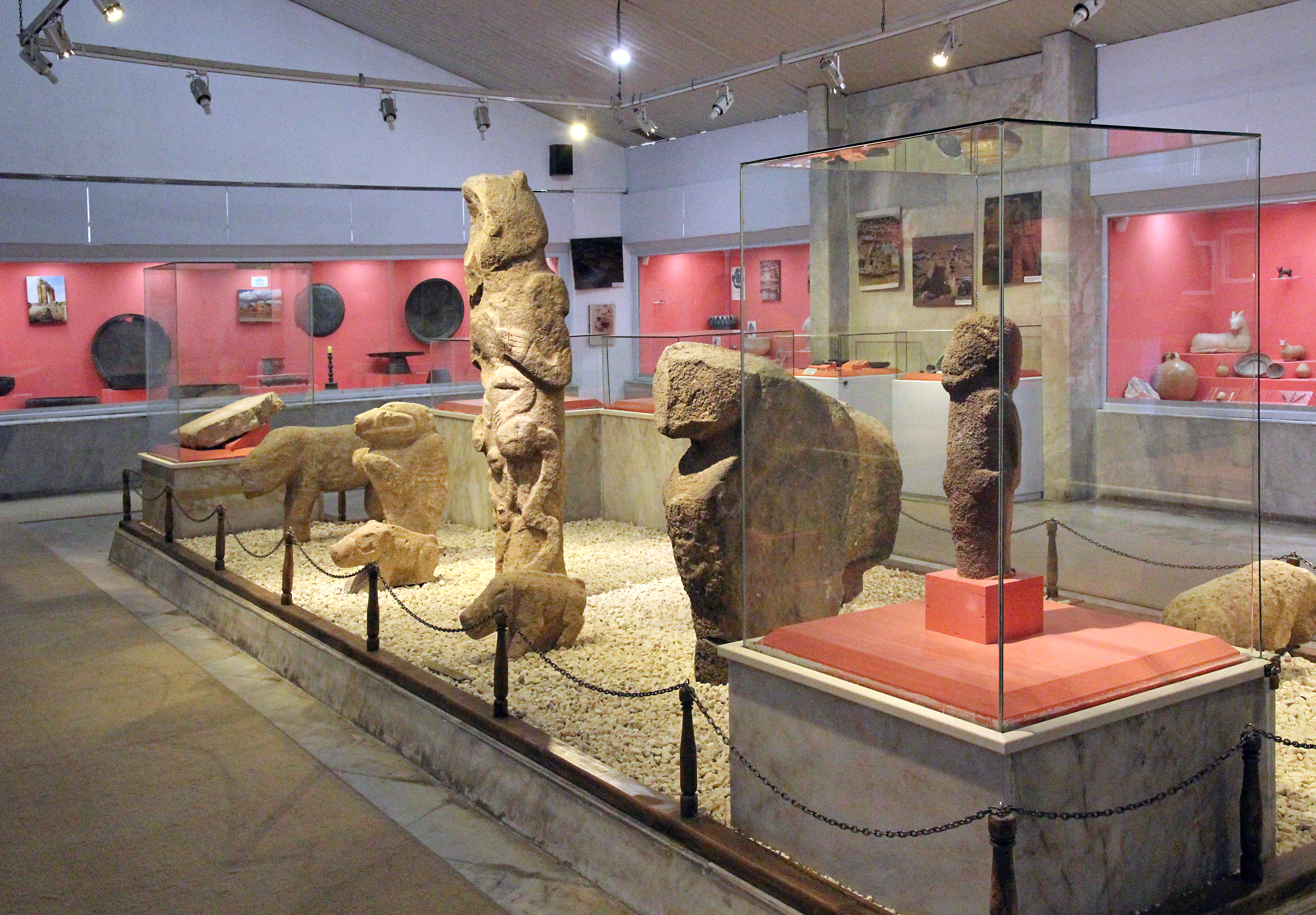
معثورات من كوبيكلي في متحف "شانلورفا".

في محاولة لكشف المعاني المثيولوجية وراء هذه المنشآت وما مثلته للجماعات يعقد الآثاري كلاوس شميدت (Klaus Schmidt) بعض المقارنات والمماثلات مع العالم المثيولوجي لجماعات أخرى ومكتشافات مختلفة. فانطلاقاً من المثيولوجيا الشامانية يرجح كون النصب تجسيداً لكائنات مثيولوجيا ربما الأسلاف،
وحيث أن التفكير بالآلهة بدأ على الأرجح في بلاد الرافدين مرتبطاً بإنشاء المعابد والقصور. فإن التقاليد السومرية التي وصلتنا عن الاعتقاد بأن الزراعة والتدجين والنسج أحضرت للإنسان من الجبل المقدس (Du-Ku) حيث تعيش الآلهة الآنونا أبناء الإله أنكي - وهي مجموعة من الآلهة القديمة التي لم يمكن لكل منها شخصية فردية. ويرى الآثاري كلاوس شميت أنه من الممكن التفكير بأن هذه الأسطورة تحتوي على ذكريات محفوظة من العصر الحجري الحديث (النيوليت) عن الجبل المقدس دو-كو.